# كارل رابان
كارل رابان (بالألمانية: Karl Rappan)‏ (مواليد 26 سبتمبر 1905) هو لاعب كرة قدم. يلعب مع منتخب النمسا لكرة القدم.

## روابط خارجية
- كارل رابان على موقع الاتحاد الدولي (مؤرشف)  (الإنجليزية)
- كارل رابان على موقع قاعدة بيانات كرة القدم.إي يو (الإنجليزية)
- كارل رابان على موقع ناشيونال فوتبول تيمز (الإنجليزية)